# Bramidae
Famille
Les Bramidae sont une famille de poissons téléostéens de l’ordre des Scombriformes.

## Liste des genres
| Selon Catalogue of Life, FishBase et World Register of Marine Species (2 mars 2017) : - genre Brama Bloch & Schneider, 1801 - genre Eumegistus Jordan & Jordan, 1922 - genre Pteraclis Gronow, 1772 - genre Pterycombus Fries, 1837 - genre Taractes Lowe, 1843 - genre Taractichthys Mead & Maul, 1958 - genre Xenobrama Yatsu & Nakamura, 1989 | Selon ITIS (10 juillet 2014) : - genre Brama Bloch & Schneider, 1801 - genre Collybus Snyder, 1904 - genre Eumegistus Jordan & Jordan, 1922 - genre Pteraclis Gronow, 1772 - genre Pterycombus Fries, 1837 - genre Taractes Lowe, 1843 - genre Taractichthys Mead & Maul, 1958 - genre Xenobrama Yatsu & Nakamura, 1989 |

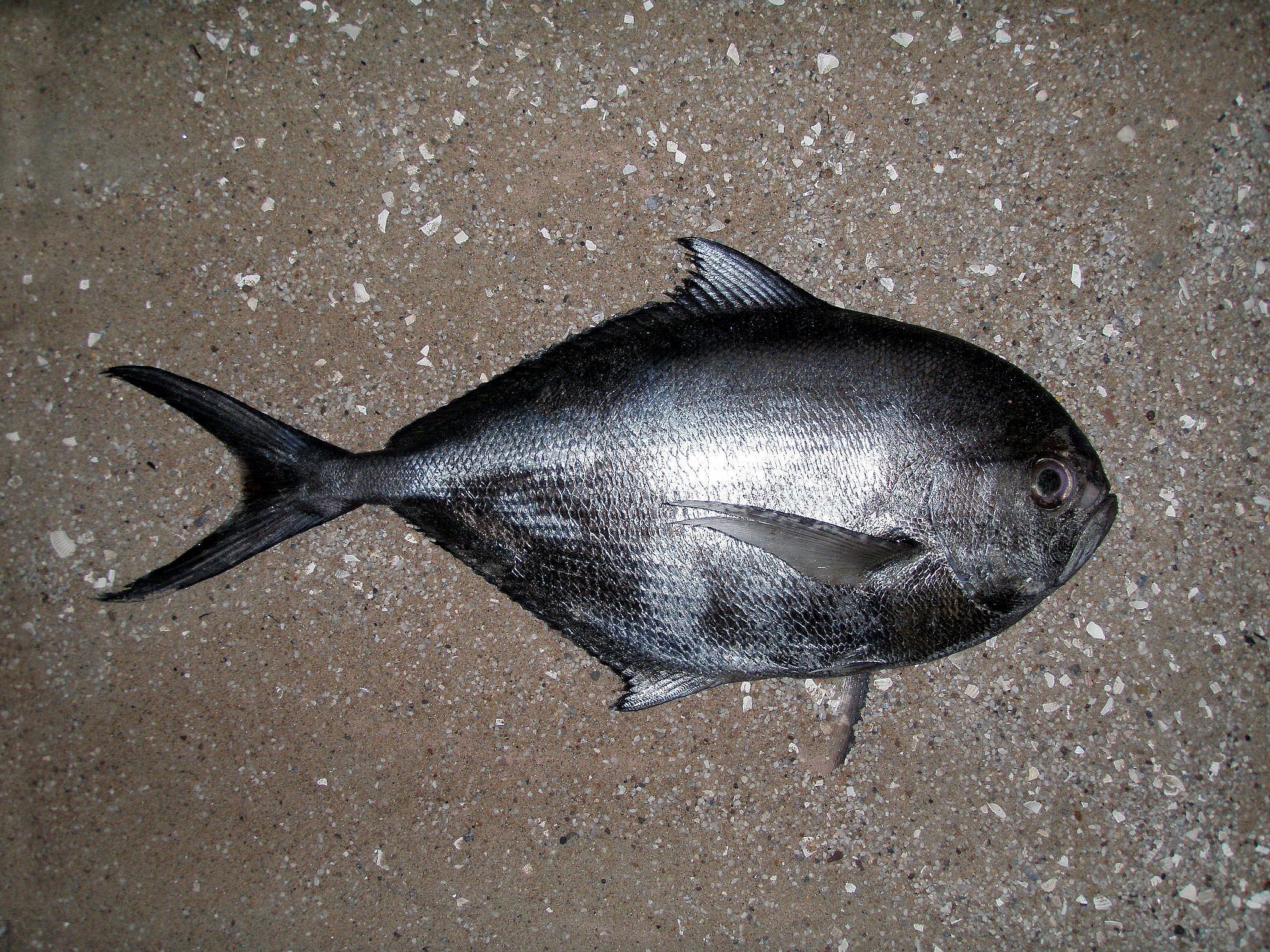
Brama brama
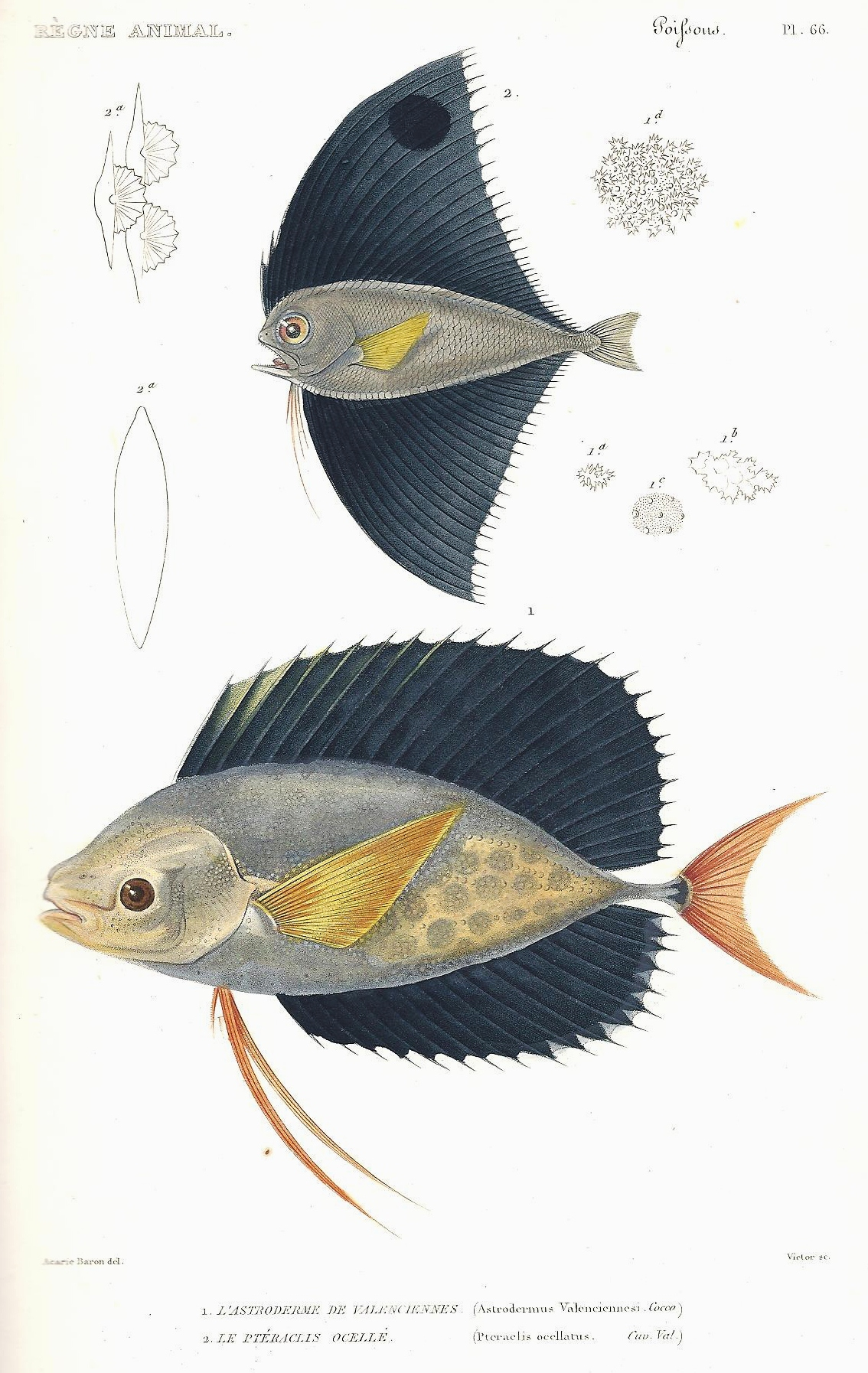
Pteraclis velifera
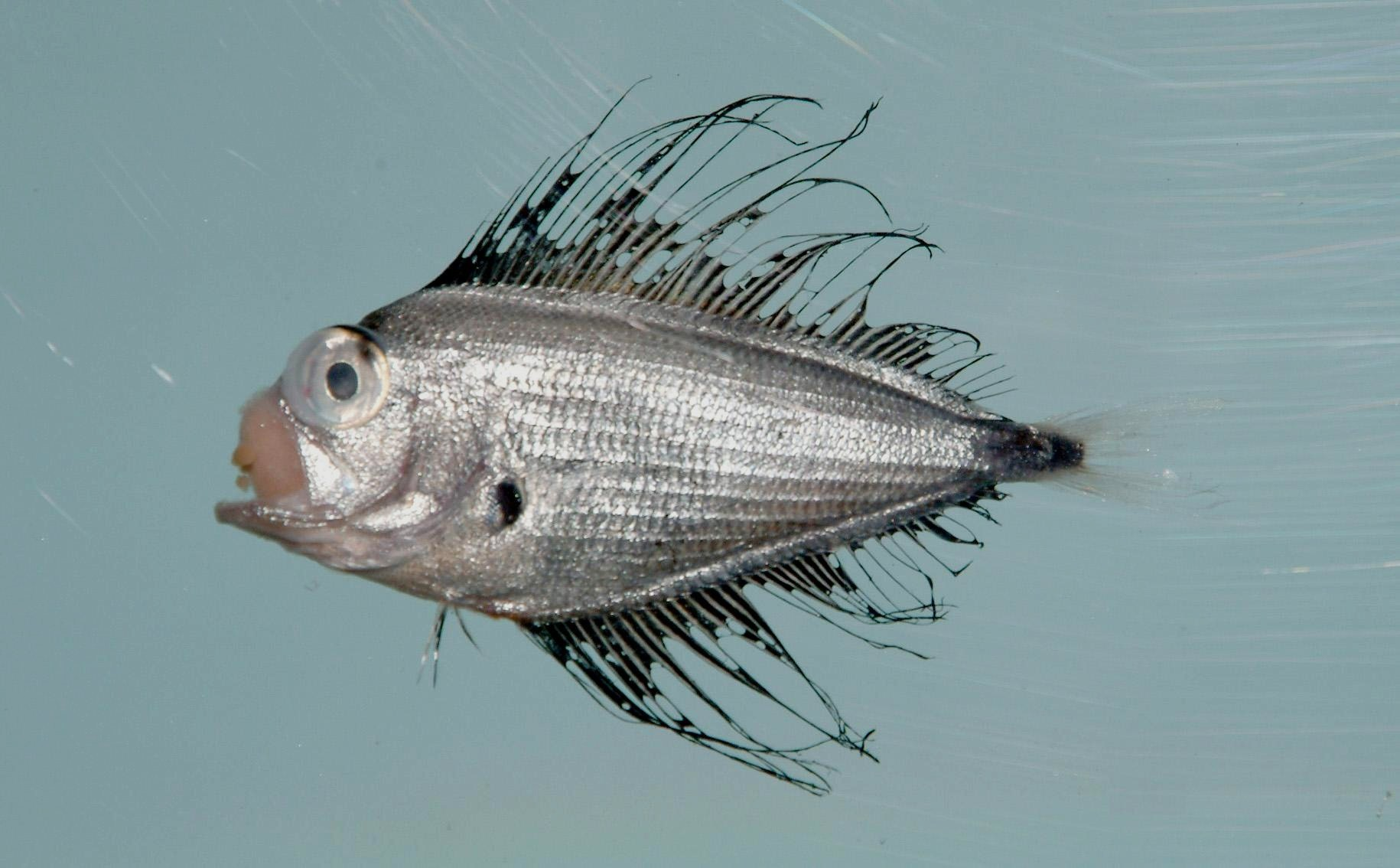
Pterycombus brama
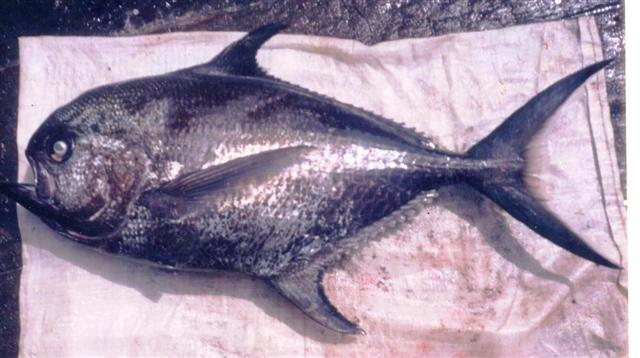
Taractichthys steindachneri